# Rohullah Nikpai
Rohullah Nikpai (15 de junho de 1987) é um esportista afegão, praticante de taekwondo. Da etnia hazara, Nikpai foi o primeiro atleta da história de seu país a vencer uma medalha em Jogos Olímpicos.
Nikpai competiu nos Jogos Asiáticos de 2006, em Doha (Catar), onde foi derrotado por Nattapong Tewawetchapong, da Tailândia, nas oitavas-de-final da categoria até 58 quilos.
Nos Jogos Olímpicos de 2008, em Pequim (China), também competiu na categoria para atletas com até 58 kg. Derrotou o campeão europeu de 2006, Levent Tuncat, da Alemanha, nas oitavas-de-final, e venceu a medalha de bronze, derrotando o bicampeão mundial, Juan Antonio Ramos, da Espanha, na disputa pelo terceiro lugar, feito que causou grande comoção em seu país.